# Formalisme (kunstbeschouwing)
Formalisme is een manier van bestuderen, beschrijven en maken van kunst in het bijzonder vaak van beeldende kunst.
Het formalisme richt zich op de uiterlijke verschijningsvorm in de kunst: compositie, kleur, licht, ruimte, gebruikte materialen enz. De theorie gaat ervan uit dat de beeldende kunst zich onderscheidt van andere kunstvormen omdat zij een materiële verschijningsvorm heeft. Formalisme doet geen uitspraak over de vraag of kunst mooi of niet mooi is.
Een voornaam idee van het formalisme is dat de betekenis van een kunstwerk volledig in het werk zelf is te vinden. Er is bijvoorbeeld geen historische kennis nodig om een kunstwerk te kunnen waarderen. De intrinsieke kwaliteiten van een kunstwerk zijn belangrijker dan de extrinsieke kwaliteiten. In deze zin is het formalisme een tegenhanger van de iconografie waarin er veel kennis nodig is van de kunstgeschiedenis voordat een kunstwerk kan worden gewaardeerd.
Een formalistische beschouwing beoordeelt een kunstwerk op grond van kwaliteiten die in het werk aanwezig zijn, bijvoorbeeld technische aspecten (hoe groot is het, welke materialen zijn gebruikt enz.), maar ook hoe ziet het kunstwerk eruit, kleur- en ruimtegebruik. De Franse schilder Maurice Denis schreef in dit verband: Bedenk dat een schilderij, voordat het een krijgspaard, een vrouwelijk naakt of een genrescène is, in de eerste plaats een plat oppervlak is met kleuren in een bepaalde ordening.
Kant (1734-1804) en later Clive Bell (1881-1964) hanteerden een formalistische benadering.